# Teorema del valor medio
En matemáticas, el teorema de valor medio (de Lagrange), teorema de los incrementos finitos, teorema de Bonnet-Lagrange o teoría del punto medio es una propiedad de las funciones derivables en un intervalo. Algunos matemáticos consideran que este teorema es el más importante del cálculo (véase también el teorema fundamental del cálculo integral). El teorema de valor medio puede usarse para demostrar el teorema de Taylor y el teorema de Rolle, ya que ambos son un caso especial.
De manera precisa el teorema enuncia que si {\displaystyle f} es una función continua en un intervalo cerrado {\displaystyle [a,b]} y diferenciable en el intervalo abierto {\displaystyle (a,b)} entonces existe un punto {\displaystyle c} en {\displaystyle (a,b)} tal que la recta tangente en el punto {\displaystyle c} es paralela a la recta secante que pasa por los puntos {\displaystyle (a,f(a))} y {\displaystyle (b,f(b))}, esto es
{\displaystyle \exists c\in (a,b){\bigg |}f'(c)={\frac {f(b)-f(a)}{b-a}}}

## Historia
Un caso especial de este teorema fue descrito por primera vez por Paramésuara (1370–1460), de la escuela de Kerala de astronomía y matemáticas en la India, en sus comentarios sobre Govindasvāmi y Bhaskara II. Una forma restringida del teorema fue demostrada por Michel Rolle en 1691; el resultado fue lo que ahora se conoce como teorema de Rolle, y se demostró sólo para polinomios, sin las técnicas de cálculo. El teorema del valor medio en su forma moderna fue declarado y probado por Cauchy en 1823.

## Teorema

Para una función que cumpla la hipótesis de ser definida y continua en y derivable en el intervalo abierto entonces existe al menos algún punto c en el intervalo en que la pendiente de la curva es igual que la pendiente media de la curva en el intervalo cerrado.

Sea {\displaystyle f:[a,b]\to \mathbb {R} } una función continua en el intervalo cerrado {\displaystyle [a,b]} y diferenciable en el intervalo abierto {\displaystyle (a,b)} con {\displaystyle a<b} entonces existe al menos algún punto {\displaystyle c\in (a,b)} tal que 
{\displaystyle f'(c)={\frac {f(b)-f(a)}{b-a}}}
El teorema del valor medio es una generalización del teorema de Rolle, las hipótesis son que si una función {\displaystyle f:[a,b]\to \mathbb {R} } es continua en {\displaystyle [a,b]} y diferenciable en {\displaystyle (a,b)} y toma valores iguales en los extremos del intervalo, esto es, {\displaystyle f(a)=f(b)} entonces existe al menos algún punto {\displaystyle c\in (a,b)} tal que {\displaystyle f'(c)=0}, esto es, el lado derecho de la expresión anterior es cero.   

## Demostración

### Demostración 1
Primero se consideran dos puntos {\displaystyle (a,f(a))} y {\displaystyle (b,f(b))} pertenecientes al gráfico de la función. La ecuación de la recta que pasa por estos dos puntos es:
{\displaystyle y=f(a)+{\frac {f(b)-f(a)}{b-a}}(x-a)}
Se define una función auxiliar:
{\displaystyle {\begin{aligned}g(x)&=f(x)-y\\&=f(x)-\left[f(a)+{\frac {f(b)-f(a)}{b-a}}(x-a)\right]\end{aligned}}}
Dado que {\displaystyle f} es continua en {\displaystyle [a,b]} y diferenciable en {\displaystyle (a,b)} entonces {\displaystyle g} también lo es. Además {\displaystyle g} satisface las condiciones del Teorema de Rolle en {\displaystyle [a,b]} ya que:
{\displaystyle {\begin{aligned}g(a)=f(a)-f(a)-{\frac {f(b)-f(a)}{b-a}}(a-a)=0-{\frac {f(b)-f(a)}{b-a}}(0)=0\\g(b)=f(b)-f(a)-{\frac {f(b)-f(a)}{b-a}}(b-a)=f(b)-f(a)-f(b)+f(a)=0\end{aligned}}}
Por el Teorema de Rolle, como {\displaystyle g} es diferenciable en {\displaystyle (a,b)}, y {\displaystyle g(a)=g(b)} entonces existe un punto {\displaystyle c\in (a,b)} tal que {\displaystyle g'(c)=0} y por tanto:
{\displaystyle 0=g'(c)=f'(c)-{\frac {f(b)-f(a)}{b-a}}}
y así
{\displaystyle f'(c)={\frac {f(b)-f(a)}{b-a}}}
que es lo que se quería demostrar.

### Demostración 2
Sea {\displaystyle m_{ab}} la pendiente de la recta secante entre {\displaystyle [a,b]}, se define la ecuación punto-pendiente:
{\displaystyle y=m_{ab}x+c_{1}}
{\displaystyle m_{ab}={\frac {f(b)-f(a)}{b-a}}}
o también,
{\displaystyle -m_{ab}x+y=c_{1}}
De acuerdo al enunciado la función es derivable en {\displaystyle (a,b)}, por lo que se puede escoger algún valor {\displaystyle x=c} en dicho intervalo tal que {\displaystyle f'(c)} existe y es la pendiente de la recta tangente en dicho punto y por ende la recta tangente tiene la forma (punto-pendiente):
{\displaystyle y=f'(c)x+c_{2}}
o también,
{\displaystyle -f'(c)x+y=c_{2}}
Se observa que se llega a un sistema lineal de 2x2 
{\displaystyle \left\{{\begin{matrix}-m_{ab}x+y=c_{1}\\-f'(c)x+y=c_{2}\end{matrix}}\right.}
La matriz del sistema es:
{\displaystyle \mathbb {A} =\;{\begin{pmatrix}-m_{ab}&1\\-f'(c)&1\\\end{pmatrix}}}
Y su determinante es:
{\displaystyle \det(A)=f'(c)-m_{ab}}
Para que el sistema no tenga solución se debe cumplir det(A)=0, por lo tanto las rectas son paraleas en x=c, es decir f'(c) = mab
Entonces, existe al menos un punto que no da solución al sistema y además la recta tangente al mismo es paralela a la recta entre a y b, es decir:
{\displaystyle f'(c)=m_{ab}}
o también,
{\displaystyle f'(c)={\frac {f(b)-f(a)}{b-a}}}
Con ello queda demostrado el teorema del valor medio.

## Teoremas del valor medio para integrales definidas

### Primer teorema del valor medio para integrales definidas
Sea {\displaystyle f:[a,b]\to \mathbb {R} } una función continua en el intervalo {\displaystyle [a,b]} entonces existe un valor {\displaystyle c\in [a,b]} tal que
{\displaystyle \int _{a}^{b}f(x)\,dx=f(c)(b-a)}
Dado que el valor medio de {\displaystyle f} en {\displaystyle [a,b]} está definido como
{\displaystyle {\frac {1}{b-a}}\int _{a}^{b}f(x)\;dx}
por lo que podemos interpretar que {\displaystyle f} alcanza su valor medio en algún {\displaystyle c\in (a,b)}.

### Segundo teorema del valor medio para integrales definidas
En general, si {\displaystyle f:[a,b]\to \mathbb {R} } es continua y {\displaystyle g} es una función integrable que no cambia signo en {\displaystyle [a,b]} entonces existe {\displaystyle c\in (a,b)} tal que  
{\displaystyle \int _{a}^{b}f(x)g(x)\;dx=f(c)\int _{a}^{b}g(x)\;dx}
O bien, aplicando el teorema fundamental del cálculo integral, se tiene que:
{\displaystyle \int _{a}^{b}f(x)g(x)\;dx=f(c)(G(b)-G(a)).}

#### Caso particular del segundo teorema del valor medio para integrales definidas
Un caso especial sucede cuando ocurre {\displaystyle f(x)=x}. En este caso, el teorema del valor medio para integrales definidas sugiere que:
{\displaystyle \int _{a}^{b}xg(x)\;dx=x_{C}\int _{a}^{b}g(x)\;dx}
Donde {\displaystyle x_{C}} es la coordenada x del centro de área o Centroide de la región del plano limitada por {\displaystyle g(x)}, el eje {\displaystyle x} y las rectas {\displaystyle x=a} y {\displaystyle x=b}. Esto se cumple siempre y cuando {\displaystyle g} sea una función integrable que no cambia signo en {\displaystyle [a,b]} y {\displaystyle x_{C}\in (a,b)}.
Este caso tiene múltiples aplicaciones en Física e Ingeniería, sobre todo en estudios como Mecánica, Resistencia de materiales, Ciencia de materiales, y demás campos que tienen que ver con la determinación y uso de Centroides o centros geométricos de formas y variedades.

### Demostración 1
Supóngase que {\displaystyle f:[a,b]\to \mathbb {R} } es continua y que {\displaystyle g} es una función integrable no negativa en {\displaystyle [a,b]}, existen {\displaystyle m} y {\displaystyle M} tal que para {\displaystyle x\in [a,b]} {\displaystyle m\leq f(x)\leq M} y {\displaystyle f[a,b]=[m,M]} acorde al teorema del valor extremo (señala que una función f(x) continua en un intervalo cerrado [a,b] siempre tiene máximo absoluto y un mínimo absoluto en el intervalo).
Como {\displaystyle g} es no negativa entonces
{\displaystyle m\int _{a}^{b}g(x)dx\leq \int _{a}^{b}f(x)g(x)dx\leq M\int _{a}^{b}g(x)dx}
Sea
{\displaystyle I:=\int _{a}^{b}g(x)dx}
si {\displaystyle I=0} entonces ya terminamos pues 
{\displaystyle 0\leq \int _{a}^{b}f(x)g(x)dx\leq 0}
esto es 
{\displaystyle \int _{a}^{b}f(x)g(x)dx=0}
por lo que para todo {\displaystyle c\in (a,b)}
{\displaystyle \int _{a}^{b}f(x)g(x)dx=f(c)I=0}
Si {\displaystyle I\neq 0} entonces
{\displaystyle m\leq {\frac {1}{I}}\int _{a}^{b}f(x)g(x)dx\leq M}
por el teorema del valor intermedio, existe al menos un {\displaystyle c\in [a,b]} tal que
{\displaystyle f(c)={\frac {1}{I}}\int _{a}^{b}f(x)g(x)dx}
esto es
{\displaystyle \int _{a}^{b}f(x)g(x)dx=f(c)\int _{a}^{b}g(x)dx}
Finalmente, si {\displaystyle g} es negativa en {\displaystyle [a,b]} entonces
{\displaystyle M\int _{a}^{b}g(x)dx\leq \int _{a}^{b}f(x)g(x)dx\leq m\int _{a}^{b}g(x)dx}
y seguiremos obteniendo el mismo resultado que antes.

### Demostración 2
Aplicando la integración de Riemann
{\displaystyle \int _{a}^{b}f(x)dx=\lim _{n\to \infty }{\frac {b-a}{n}}\sum _{i=1}^{n}f(x_{i})}
La suma aloja todos los {\displaystyle x_{i}} dentro del intervalo {\displaystyle [a,b]}, por lo que procederemos a escoger un {\displaystyle x_{i}=c} fijo de dicho intervalo y que por ende hace que {\displaystyle f(x_{i})=f(c)}
Al reemplazar, la integral queda de la siguiente manera:
{\displaystyle \int _{a}^{b}f(x)dx=\lim _{n\to \infty }{\frac {b-a}{n}}\sum _{i=1}^{n}f(c)}
como {\displaystyle f(c)} es constante respecto a la suma entonces
{\displaystyle \sum _{i=1}^{n}f(c)=f(c)\sum _{i=1}^{n}1=nf(c)}
Reemplazando
{\displaystyle \int _{a}^{b}f(x)dx=\lim _{n\to \infty }{\frac {b-a}{n}}\;nf(c)}
Simplificando
{\displaystyle \int _{a}^{b}f(x)dx=\lim _{n\to \infty }(b-a)f(c)}
Como {\displaystyle b-a} y {\displaystyle f(c)} no son afectados por el límite ya que son constantes entonces
{\displaystyle \int _{a}^{b}f(x)dx=(b-a)f(c)}
Despejando {\displaystyle f(c)}
{\displaystyle f(c)={\frac {1}{b-a}}\int _{a}^{b}f(x)dx}
Por lo tanto, queda verificado la existencia de {\displaystyle c\in [a,b]} en donde la función evaluada en él, toma el valor de {\textstyle {\frac {1}{(b-a)}}\int _{a}^{b}f(x)}, es decir,
{\displaystyle \exists \;c\in [a,b]:\quad f(c)={\frac {1}{b-a}}\int _{a}^{b}f(x)dx}
Y así, queda demostrado el teorema del valor medio para integrales.

## Teorema del valor medio en varias variables
El teorema del valor medio se puede generalizar para funciones reales de argumento vectorial. Esto se puede hacer parametrizando a la función y usando el teorema del valor medio de una variable.
Sea {\displaystyle G} un subconjunto abierto y convexo de {\displaystyle \mathbb {R} ^{n}} y sea {\displaystyle f:G\to \mathbb {R} } una función diferenciable. Sean {\displaystyle x,y\in G} y definamos {\displaystyle g(t)=f{\Big (}(1-t)x+ty{\Big )}} . Como {\displaystyle g} es una función diferenciable de una variable, el teorema del valor medio nos da:
{\displaystyle g(1)-g(0)=g'(c)}
para algún {\displaystyle c} entre 0 y 1. Pero aparte tenemos {\displaystyle g(1)=f(y)} y {\displaystyle g(0)=f(x)} , calculando {\displaystyle g'(c)} tenemos, explícitamente:
{\displaystyle f(y)-f(x)=\nabla f{\Big (}(1-c)x+cy{\Big )}\cdot (y-x)}
donde {\displaystyle \nabla } denota al gradiente y {\displaystyle \cdot } al producto interno. Esto es un análogo exacto del teorema del valor medio en una variable (en el caso {\displaystyle n=1} éste es de hecho el teorema en una variable). Por la desigualdad de Cauchy–Schwarz, la ecuación nos da la estimación:
{\displaystyle {\Bigg |}f(y)-f(x){\Bigg |}\leq {\Bigg |}\nabla f{\Big (}(1-c)x+cy{\Big )}{\Bigg |}\ {\Big |}y-x{\Big |}.}
En particular, cuando las derivadas parciales de {\displaystyle f} están acotadas, {\displaystyle f} es Lipschitz continua (y por lo tanto uniformemente continua). Cabe mencionar que no requerimos que {\displaystyle f} sea continuamente diferenciable o continua en la cerradura de {\displaystyle G} . Sin embargo, para calcular {\displaystyle g'} usando la regla de la cadena, necesitamos que {\displaystyle f} sea diferenciable en {\displaystyle G}; la existencia de las derivadas parciales con respecto a {\displaystyle x} y {\displaystyle y} no es por sí misma una condición suficiente para garantizar la validez del teorema.
Como una aplicación directa del teorema, podemos demostrar que {\displaystyle f} es constante si {\displaystyle G} es abierto, conexo y toda derivada parcial de {\displaystyle f} es 0. Sea un punto arbitrario {\displaystyle x_{0}\in G} , y sea {\displaystyle g(x)=f(x)-f(x_{0})} . Queremos demostrar que {\displaystyle g(x)=0} para todo {\displaystyle x\in G} . Sea ahora {\displaystyle E=\{x\in G:g(x)=0\}} . EntoncesE es cerrado y no vacío.
{\displaystyle {\Big |}g(y){\Big |}={\Bigg |}g(y)-g(x){\Bigg |}\leq (0){\Big |}y-x{\Big |}=0}
para cada {\displaystyle y} en alguna vecindad de {\displaystyle x} . (En este paso es muy importante que {\displaystyle x} y {\displaystyle y} estén suficientemente cerca.) Como {\displaystyle G} es conexo, concluimos que {\displaystyle E=G} .
Los argumentos anteriores no dependen de nuestro sistema de coordenadas; por lo tanto se pueden generalizar en caso de que {\displaystyle G} sea un subconjunto de un espacio de Banach.

## Generalizaciones
No existe un análogo estricto del teorema de valor medio para aplicaciones {\displaystyle \mathbf {f} :A\longrightarrow \mathbb {R} ^{n}}. En este caso, sólo es posible establecer la siguiente desigualdad en términos de la norma:
{\displaystyle \|\mathbf {f} (\mathbf {b} )-\mathbf {f} (\mathbf {a} )\|\leq \|\left(D\mathbf {f} (\mathbf {c} )\right)(\mathbf {b} -\mathbf {a} )\|\leq \|D\mathbf {f} (\mathbf {c} )\|\|(\mathbf {b} -\mathbf {a} )\|}

### Demostración
Teniendo en cuenta que dada una función  {\displaystyle \mathbf {f} :A\subset \mathbb {R} ^{n}\longrightarrow \mathbb {R} ^{m}}
{\displaystyle \ \|\int _{0}^{1}f(t)\,dt\|\leq \int _{0}^{1}\|f(t)\|\,dt}
se tiene que si 
{\displaystyle \ I[x,y]}
es el segmento formado por {\displaystyle \ x,y\in A} (siendo A conexo y abierto), es {\displaystyle I[x,y]\subset A} y entonces
{\displaystyle \ \|f(y)-f(x)\|=\|\int _{0}^{1}df(x(1-t)+ty)(y-x)\,dt\|\leq \int _{0}^{1}\|df(x(1-t)+ty)(y-x)\|\,dt}
de donde se tiene que como 
{\displaystyle \ \|df(x(1-t)+ty)(y-x)\|\leq \|df(x(1-t)+ty)\|\|y-x\|} {\displaystyle \ \forall t\in [0,1]}
es 
{\displaystyle \ \|f(y)-f(x)\|\leq \|df(c)\|\|y-x\|} para algún {\displaystyle c\in I(x,y)}
Para ver [1]  basta tener en cuenta que si {\textstyle L=\int _{0}^{1}f(t)\,dt}
{\displaystyle \ \|L\|^{2}=\|\int _{0}^{1}f(t)\,dt\|^{2}=<L,\int _{0}^{1}f(t)\,dt>=\int _{0}^{1}<L,f(t)>\,dt\leq \int _{0}^{1}\|L\|\|f(t)\|dt=\|L\|\int _{0}^{1}\|f(t)\|dt}
y se tiene que 
{\displaystyle \ \|\int _{0}^{1}f(t)\,dt\|\leq \int _{0}^{1}\|f(t)\|\,dt}

## Corolario
Sea la función h tal que
- es continua sobre un intervalo finito o infinito ya que...
- tiene derivada nula en cualquier punto de este intervalo,  salvo un conjunto finito de puntos del intervalo

entonces esta función es constante sobre este intervalo.